# Anastácio I Dicoro
Anastácio I (em latim: Flavius Anastasius Augustus, em grego: Ἀναστάσιος; romaniz.: Anastásios) foi Imperador Romano oriental de 491 até à sua morte em 518. Durante o seu reinado, a fronteira oriental romana foi extensivamente refortificada, incluindo a construção de Dara, uma fortaleza construída especialmente para se contrapor à fortaleza sassânida de Nísibis. Foi também sob seu comando que se construiu uma das mais fortificadas cidades medievais no Adriático, o Castelo de Dirráquio.
Seu reinado foi marcado por guerras externas (Império Sassânida, a leste; eslavos e búlgaros a oeste) e internas (contestação de Longino, irmão de Zenão, e a controvérsia monofisista).

## Contexto e características pessoais
Anastácio nasceu na cidade de Dirráquio em data desconhecida, mas acredita-se que não tenha sido depois de 430 ou 431, numa família ilíria, filho de Pompeu (n. c. 370), nobre local, e sua esposa Anastácia Constantina (n. ca. 410). Sua mãe era ariana, irmã de Clearco, também ariano, e neta por parte de pai de Galo (n. ca. 370), filho de Anastácia (n. ca. 352) e seu marido. Esta, por sua vez, era filha de Flávio Cláudio Constâncio Galo (césar 351-354) com a esposa-prima Constantina (filha de Constantino).
Anastácio tinha um olho negro e outro azul (heterocromia) e, por isso, ganhou a alcunha de Dicorus (em grego: Δίκορος - "duas-pupilas").

## Ascensão

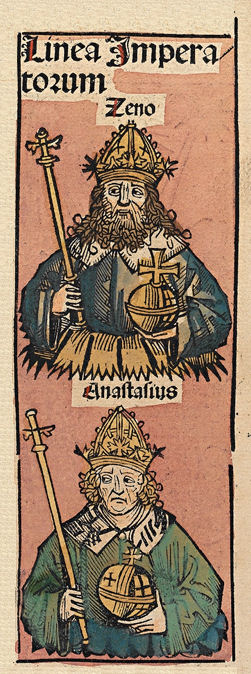
Zenão e Anastácio nas Crônicas de Nurembergue (c. 1493.

Com a morte de Zenão, Anastácio, um oficial do palácio (silenciário), tido em grande estima, foi alçado ao trono do Império Romano do Oriente por Ariadne, viúva de Zenão, que o escolheu em detrimento do irmão do falecido, Longino.
Ariadne se casou com Anastácio logo após sua ascensão em 20 de maio de 491. Seu reinado, apesar de posteriormente ter sido perturbado por guerras internas e externas, além de conflitos religiosos, começou auspiciosamente. Ele conseguiu o apoio popular através de uma cautelosa redução de impostos e demonstrou um grande vigor e energia na administração dos assuntos imperiais.

## Política externa e guerras
As principais guerras nas quais se envolveu Anastácio foram a Guerra Isaura e a guerra contra o Império Sassânida.
A primeira, que durou de 492 até 497, foi provocada pelos aliados de Longino, o irmão do imperador Zenão que fora candidato à sucessão juntamente com Anastácio. A batalha de Cotieu, em 492, "quebrou a espinha" da revolta, mas uma guerra de guerrilha continuou nos montes isauros por vários anos.
Na guerra contra a Pérsia (502-505), Teodosiópolis e Amida foram capturadas pelo inimigo, mas as províncias persas também sofreram muito, terminando com a recuperação pelos bizantinos de Amida. Ambos os adversários estavam exaustos quando se firmou a paz em 506 com base no status quo. Anastácio posteriormente construiu a fortaleza de Dara para manter em xeque os persas em Nísibis. As províncias balcânicas, porém, foram deixadas sem tropas e acabaram devastadas por invasões de eslavos e búlgaros. Para proteger Constantinopla e suas redondezas contra eles, o imperador construiu a Muralha de Anastácio, que se estendia de Propôntida (mar de Mármara) até o Ponto Euxino (o mar Negro).

## Políticas domésticas e eclesiásticas
O imperador era um ferrenho miafisista, seguindo os ensinamentos de Cirilo de Alexandria e Severo de Antioquia, que ensinavam uma cristologia de "uma natureza encarnada de Cristo" numa união sem divisões das naturezas humana e divina, ao contrário do pregava o Concílio de Calcedônia e o papa. Porém, sua política eclesiástica era moderada e ele procurou manter o princípio por trás do Henótico de Zenão e a paz da igreja. Foram as demonstrações revoltosas da população bizantina que o levaram, em 512, a abandonar essa política e adotar diretamente um programa miafisista. Sua consequente impopularidade nas províncias europeias foi utilizada por um general de fé calcedoniana, Vitaliano, para organizar uma perigosa revolta, na qual ele foi auxiliado por uma horda de hunos (514-515). Ele foi finalmente derrotado numa vitória naval em Constantinopla liderada por Marino.

## Sucessor
O Anônimo Valesiano traz um relato sobre a sua escolha de sucessor: Anastácio não conseguia se decidir sobre qual de seus três sobrinhos deveria sucedê-lo e, por isso, colocou uma mensagem sob um sofá e fez com que eles tomassem seus lugares na sala, que continha mais dois sofás idênticos. Ele acreditava que o sobrinho que se sentasse no sofá "especial" seria o herdeiro apropriado. Porém, dois deles se sentaram no mesmo sofá e o especial ficou vazio.
Então, depois de colocar o assunto nas mãos de Deus numa oração, ele determinou que a primeira pessoa a entrar no seu quarto na manhã seguinte seria o próximo imperador. Esta pessoa foi Justino, o chefe de sua guarda. Na realidade, Anastácio provavelmente jamais pensou nele como sucessor, mas o assunto foi decidido em seu nome após sua morte. No final de seu reinado, ele deixou o tesouro imperial 23 000 000 soldos (ou 160 000 quilos de ouro) mais rico.
Anastácio morreu sem filhos em Constantinopla em 9 de julho de 518 e foi enterrado na Igreja dos Santos Apóstolos.

## Família
Anastácio morreu sem deixar herdeiros, mas tinha diversos parentes conhecidos. Seu irmão, Flávio Paulo, havia servido como cônsul em 496. Uma cunhada, conhecida como Magna, era mãe de Irene e sogra de Olíbrio que, por sua vez, era o filho de Anícia Juliana e Areobindo. A filha de Olíbrio e Irene era Proba, que se casara com Probo e era mãe de uma outra Juliana, mais jovem. Esta Juliana se casou com outro Anastácio e era mãe de Areobindo, Placídia e uma outra Proba, mais jovem. Outro sobrinho de Anastácio era Flávio Probo, cônsul em 502. Cesária, irmã de Anastácio, se casou com Secúndio e eles era pais de Hipácio e Pompeu. Anastásio Paulo Probo Mosquiano Probo Magno, cônsul romano em 518 era também um sobrinho-neto de Anastácio e sua filha, Juliana, se casou com Marcelo, um irmão de Justino II. A família estendida de Anastácia também deve ter incluído algum candidato viável para o trono.